# Odorrana fengkaiensis
Odorrana fengkaiensis es una especie de anfibio anuro de la familia Ranidae.

## Distribución geográfica
Esta especie es endémica del sur de la República Popular China. Habita en Guangxi y Guangdong.

## Etimología
Su nombre de especie, compuesto de fengkai y el sufijo en latín -ensis, significa "que vive adentro, que habita", y le fue dado en referencia al lugar de su descubrimiento, el condado de Fengkai.

## Publicación original
- Wang, Lau, Yang, Chen, Liu, Pang & Liu, 2015 : A new species of the genus Odorrana (Amphibia: Ranidae) and the first record of Odorrana bacboensis from China. Zootaxa, n.º 3999, p. 235–254.[3]